# Crested Butte (Colorado)
Crested Butte es un pueblo ubicado en el condado de Gunnison en el estado estadounidense de Colorado. En el Censo de 2010 tenía una población de 1.487 habitantes y una densidad poblacional de 681,87 personas por km².

## Geografía
Crested Butte se encuentra ubicado en las coordenadas 38°52′4″N 106°58′38″O / 38.86778, -106.97722. Según la Oficina del Censo de los Estados Unidos, Crested Butte tiene una superficie total de 2.18 km², de la cual 2.18 km² corresponden a tierra firme y (0%) 0 km² es agua.

## Demografía
Según el censo de 2010, había 1.487 personas residiendo en Crested Butte. La densidad de población era de 681,87 hab./km². De los 1.487 habitantes, Crested Butte estaba compuesto por el 95.9% blancos, el 0.07% eran afroamericanos, el 0.4% eran amerindios, el 1.41% eran asiáticos, el 0% eran isleños del Pacífico, el 0.87% eran de otras razas y el 1.34% pertenecían a dos o más razas. Del total de la población el 4.24% eran hispanos o latinos de cualquier raza.

## Personas notables
- Heidi Montag (1986-), personalidad de televisión;